# Hosur, Sira
Hosur là một làng thuộc tehsil Sira, huyện Tumkur, bang Karnataka, Ấn Độ.